# Kirche von Viby (Kerteminde Kommune)

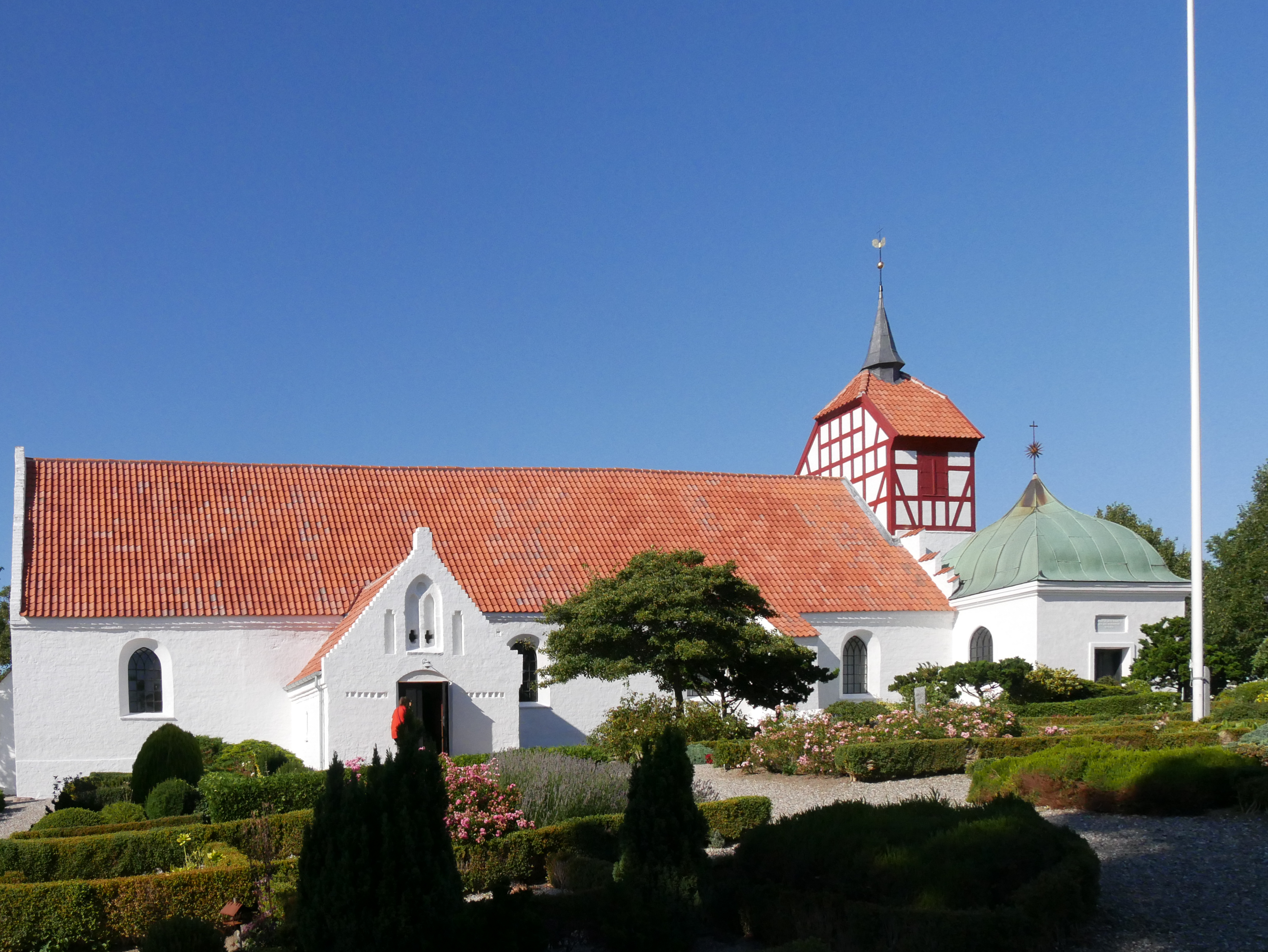
Kirche von Viby von Süden aus gesehen. Ungewöhnlich ist der Turm am Ostgiebel.

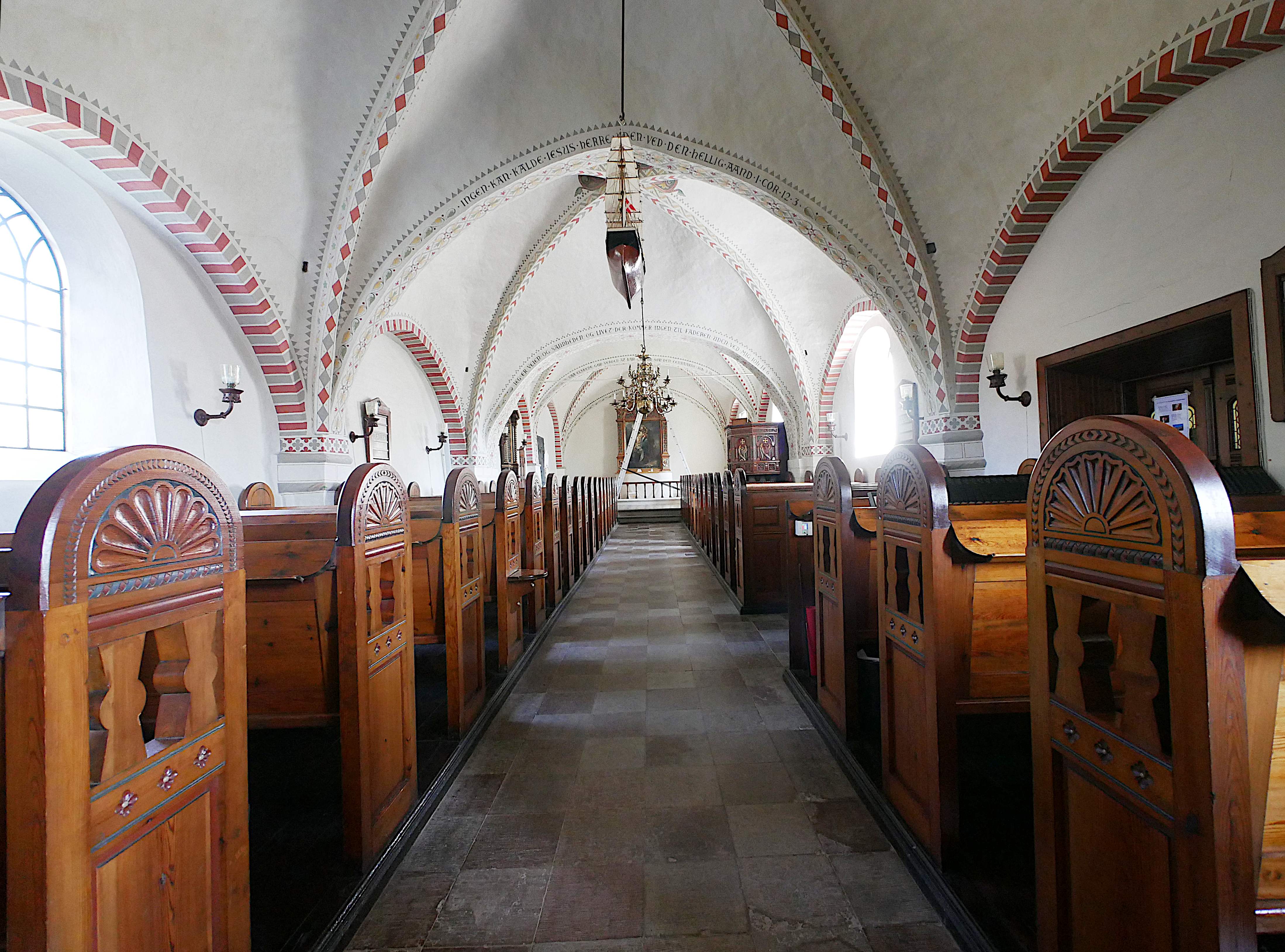
Kirchenschiff

Die Kirche von Viby ist eine evangelisch-lutherische Kirche im Kirchspiel Viby in der Gemeinde Kerteminde, Dänemark.

## Geschichte
Die Kirche wird erstmals in einem Testament aus der ersten Hälfte des 14. Jahrhunderts erwähnt, in dem eine Frau Margrethe ihr einen Marienaltar und eine Monstranz stiftete. Ab dem 15. Jahrhundert war die Kirche mit dem  Herrenhaus Broløkke verbunden und war Grablege der Familie Urne. Zwei Söhne des Gutsherrn Jørgen Urne, Lage Urne, 1512–1529 Bischof von Roskilde, und der Domherr Hans, bedachten die Kirche in ihrem Testament. Später gelangte die Krone in das Patronatsrecht, bis es 1678 an Frederik von Vittinghof in Eskebjerg verkauft wurde. Zusammen mit Broløkke wurde die Kirche 1736 verkauft und von Hans Rudolph Juel von Gut Hverringe erworben. 1786 stiftete der Kirchenpatron  Søren Jørgensen ein Hospital in einem Fachwerkhaus neben der Kirche. Bis 1920 war die Kirche mit Gut Hverringe verbunden. Seit 1926 ist die kleine Kirchengemeinde ein Annex von Mesinge.
Das Kirchengebäude geht auf das 13. Jahrhundert zurück und bestand damals aus einem frühgotischen eingewölbten, zwei Joch langem Kirchenschiff aus Backstein im Klosterformat mit einem kleinen Chor. In der Spätgotik wurde der eingezogene Chor abgetragen und stattdessen ein Langhauschor errichtet, der genauso lang ist wie das bisherige Kirchenschiff und sich kaum von diesem absetzt, aber durch ein Gitter abgetrennt war. Auch nach Westen die Kirche um ein Joch erweitert. Unter dem Chor wurde die Grabkrypta der Familie Urne angelegt. Später erhielt die Kirche ein Waffenhaus vor dem Südportal und eine kleine Sakristei unter dem Ostgiebel. Wohl im 17. Jahrhundert wurden die Fenster der Südseite vergrößert, die Seitenwände mit Pfeilern abgestützt  1774 wurde im Osten der Kirche über der kleinen Sakristei der Fachwerkglockenturm errichtet. Ein 1589 erstmals erwähnter freistehende Glockenturm südöstlich der Kirche wurde abgetragen und die Glocke in den neuen Kirchturm gehängt. An der Südostecke, im Winkel zwischen Turm und Kirche ließen die Juel von Hverringe ihre quadratische Grabkapelle errichten.

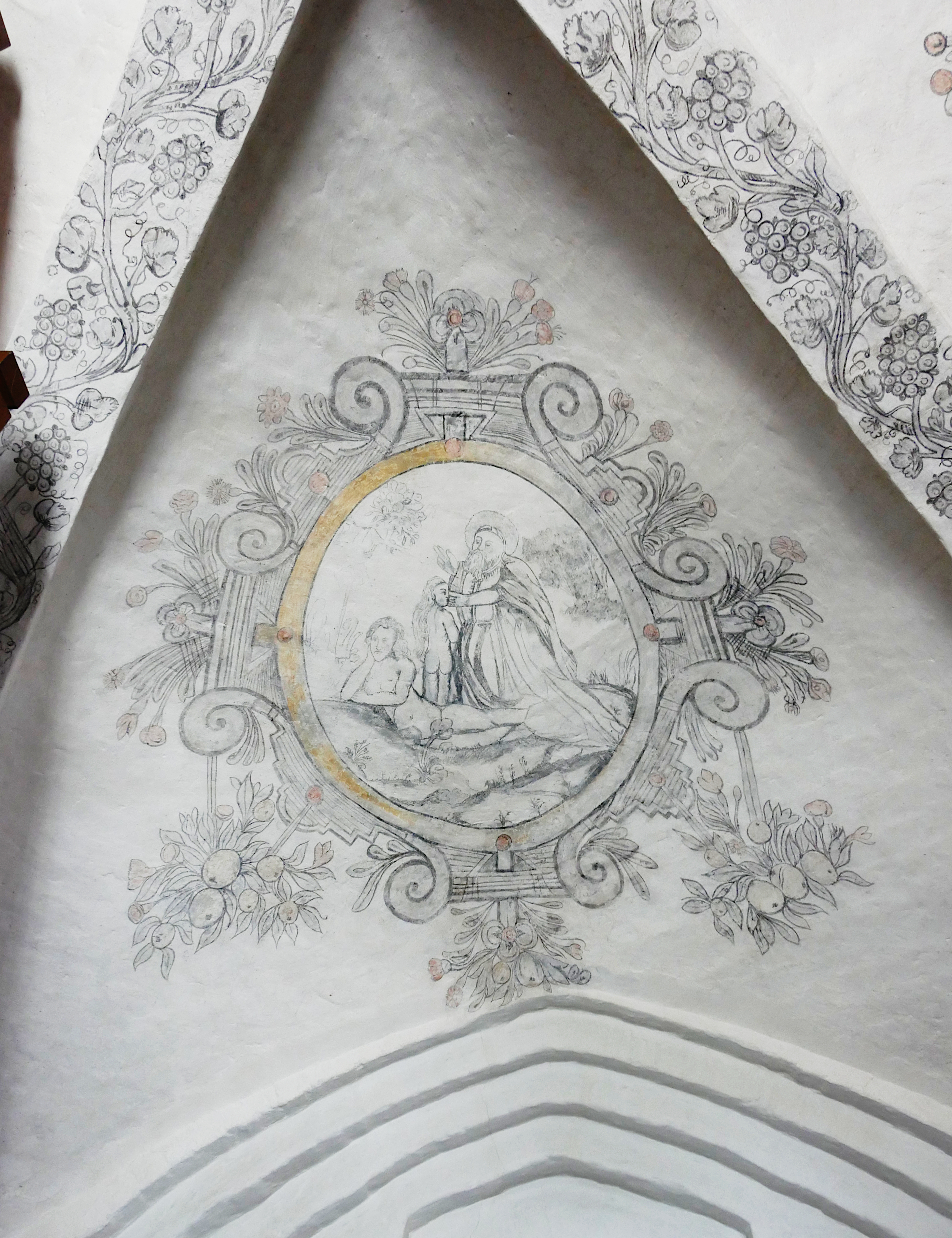
Kalkmalerei der Spätrenaissance: Erschaffung der Eva.

## Fresken
1980 wurden zwei spätmittelalterliche Weihekreuze aus der Zeit um 1500 freigelegt, ebenso eine Rosette an den Wänden in der Westerweiterung des Kirchenschiffs. In dessen Gewölbe befinden sich zudem Kalkmalereien aus der Spätrenaissance aus der Zeit um 1625, mit biblischenSzenen nach graphischen Vorbildern von Crispijn van de Passe. Die drei erhaltenen Bilder zeigen Evas Erschaffung aus Adams Rippe, Jesu Taufe und Himmelfahrt. Im Zusammenhang mit der Renovierung und Umgestaltung des Innenraumes 1895 malte Hans Frederik Svendsen aus Kopenhagen die Kirche im neuromanischen Stil aus mit Ranken, Mustern und Bibelzitaten. Die Muster an den Wänden verschwanden 1980 wieder, als die alten Fresken entdeckt wurden.

## Inventar
1895 wurde der Kirchenraum durch  Viggo Dahl neu gestaltet. Die Kirche besitzt daher kaum ältere Ausstattung. Ein nachreformatorischer Flügelaltar und eine Kanzel aus dem 16. Jahrhundert wurden Ende des 16. Jahrhunderts an benachbarte Kirchen verkauft und durch neue Stiftungen der Kirchenpatrone ersetzt. Nichts davon ist erhalten ebenso wenig wie das Chorgitter zwischen Kirchenschiff und Chor.

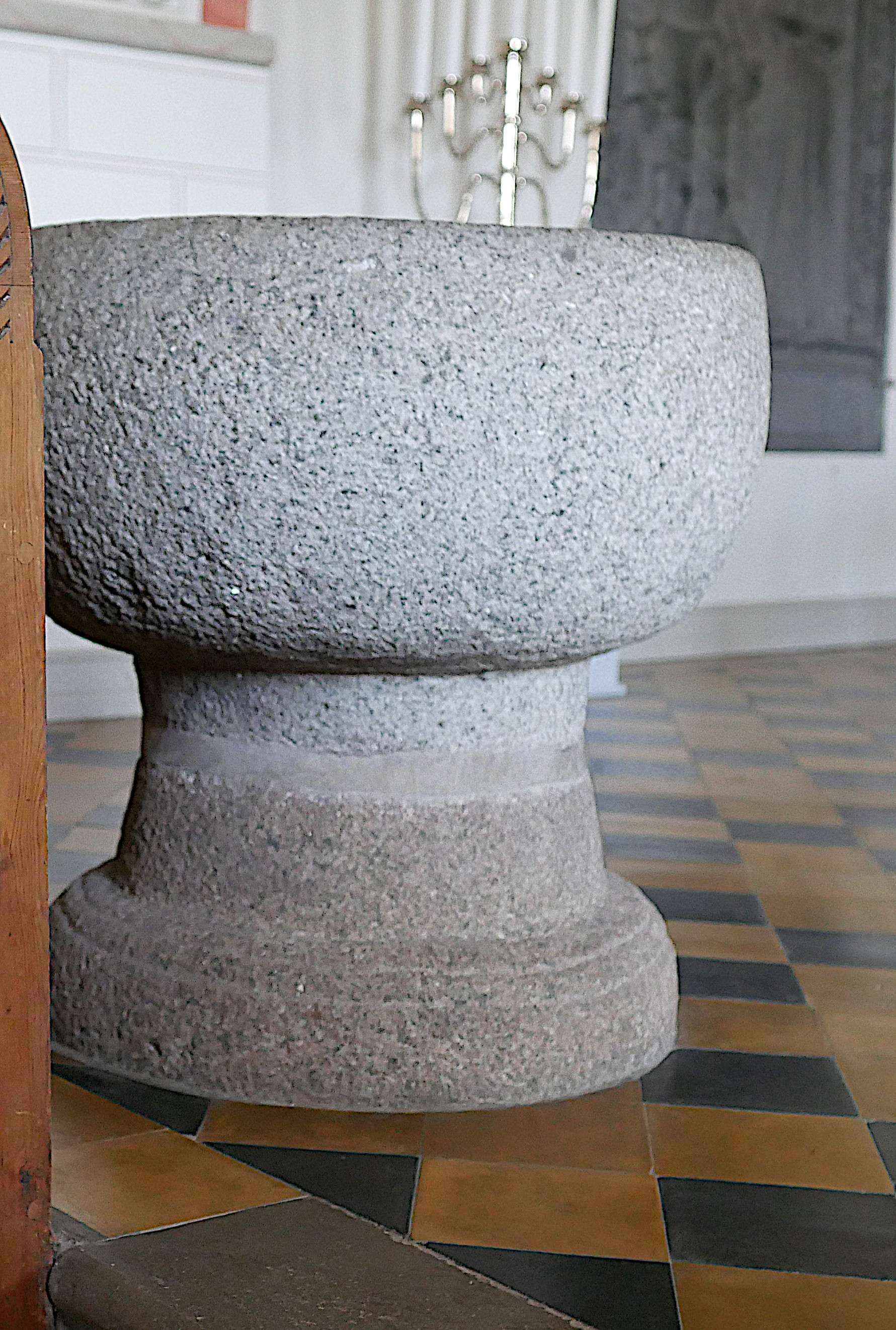
Taufstein

Der älteste Gegenstand der Kirchenausstattung ist das romanische Granit-Taufbecken vom sogenannten Højby-Typ. Die Taufschale mit einer Darstellung der Verkündigung des Herrn ist ein Nürnberger Werk aus dem 16. Jahrhundert, das Pastor Mads Jensen Rosenberg und seine Frau Anna Olufsdatter Dyrhoff 1678 der Kirche schenkten. Das Altarsilber stifteten 1641 Knud Ulfeld von Urup und Anne Lykke von Hverringe. Es wurde von Juwelier Klaus Christensen, Odense, angefertigt, der möglicherweise auch das Krankenabendmahlsgeschirr von 1647 herstellte.
Das Altarbild der Kirche malte 1825 Christian August Lorentzen als freie Kopie der Kreuzabnahme von Peter Paul Rubens in der Liebfrauenkathedrale in Antwerpen. Der Altartisch wurde 1892 erneuert. Die übrige Einrichtung aus Holz, darunter Stühle, Kanzel und Altarschrein, wurden während der Renovierung im Jahr 1895 hinzugefügt.